# Emeopedus variegatus
Emeopedus variegatus là một loài bọ cánh cứng trong họ Cerambycidae.